# Cuda Jukio
Cuda Jukio (Kóbe, 1917. augusztus 15. – 1979. április 17.) japán válogatott labdarúgó.

## Nemzeti válogatott
A japán válogatottban 4 mérkőzést játszott.

## Statisztika
| Japán válogatott | Japán válogatott | Japán válogatott |
| Időszak          | Mérk.            | gól              |
| ---------------- | ---------------- | ---------------- |
| 1940             | 1                | 0                |
| 1941             | 0                | 0                |
| 1942             | 0                | 0                |
| 1943             | 0                | 0                |
| 1944             | 0                | 0                |
| 1945             | 0                | 0                |
| 1946             | 0                | 0                |
| 1947             | 0                | 0                |
| 1948             | 0                | 0                |
| 1949             | 0                | 0                |
| 1950             | 0                | 0                |
| 1951             | 3                | 0                |
| Összesen         | 4                | 0                |